# Isla Bolshói Bégichev
La isla Bolshói Béguichev (en ruso: Остров Большой Бегичев, que significa «isla Grande de Béguichev» o «isla Gran Béguichev») es una isla deshabitada del ártico siberiano, localizada en la entrada del golfo de Játanga, en aguas del mar de Láptev. 
Administrativamente, la isla pertenece a la República de Sajá de la Federación de Rusia.

## Geografía
La isla Gran Béguichev tiene una superficie de 1.764 km² y está situada en el interior del golfo de Játanga, dividiendo su boca en dos partes o estrechos: el estrecho del Norte (13 km de ancho) y el estrecho Oriental (8 km de ancho).
Hay una estación costera NAVTEX situada en la isla (74°32′N 112°02′O / 74.533, -112.033). 

### Islas adyacentes
- isla Maly Béguichev (o isla Pequeña Béguichev), a sólo 8,5 km al oeste, una pequeña isla de sólo 15 km². La frontera entre divisiones administrativas pasa entre ambas islas: así, Maly Béguichev pertenece ya Krai de Krasnoyarsk, mientras que Bolshói Béguichev se encuentra en la República de Sajá.

- isla Preobrazhéniya, al norte de Bolshói Béguichev. Una pequeña isla granítica alargada que era muy útil como un hito para los buques que navegaban en el pasado en la Ruta del Mar del Norte.

## Historia
La isla lleva el nombre del explorador polar ruso Nikífor Béguichev (1874-1922), uno de los participantes en la expedición de Eduard Toll a bordo del Zaryá (1900-03) y que más adelante, en 1922, participó en una de las expediciones de rescate de los dos miembros de la expedición de Roald Amundsen que habían quedado en el campamento de invierno de cabo Cheliuskin (1818-19), y que nunca fueron encontrados.
Béguichev fue uno de los investigadores que exploraron la península de Taimyr con Nikolái Urvántsev en 1923-24. Durante una de las campañas de exploración descubrió las dos que fueron nombradas en su honor: Bolshói Béguichev y Maly Béguichev.